# Faramea intercedens
Faramea intercedens är en måreväxtart som beskrevs av Johannes Müller Argoviensis. Faramea intercedens ingår i släktet Faramea och familjen måreväxter. Inga underarter finns listade i Catalogue of Life.